# 伊藤公一朗
伊藤 公一朗（いとう こういちろう、1982年 - ）は、日本の経済学者。専門分野は、環境経済学、エネルギー経済学、産業組織論、応用計量経済学。

## 経歴
宮城県仙台市出身。宮城県仙台第一高等学校を経て、2004年京都大学経済学部卒業、ブリティッシュ・コロンビア大学修士課程修了、カリフォルニア大学バークレー校博士課程修了（Ph.D）。スタンフォード大学経済政策研究所（SIEPR）研究員、ボストン大学ビジネスクール助教授を経て、現在、シカゴ大学公共政策大学院ハリススクール准教授。

## 受賞
- 2017年 日経・経済文化図書賞　著書「データ分析の力　因果関係に迫る思考法」 （光文社）に対して。
- 2017年 サントリー学芸賞　著書「データ分析の力　因果関係に迫る思考法」 （光文社）に対して。
- 2018年 American Economic Review Excellence in Refereeing Award
- 2019年 日本経済学会・石川賞[1]
- 2024年 第7回 円城寺次郎 記念賞[2]